# Ivan Hansen (Socialdemokraterne)
 Der er flere personer med dette navn, se Ivan Hansen.
Ivan Hansen (født 4. september 1951) er en dansk socialdemokratisk politiker, som fra 1990 til 2006 var borgmester i Sorø og som yderligere fra 2007 til 2013 var borgmester i Sorø Kommune.